# João Gomes de Araújo
João Gomes de Araújo (Pindamonhangaba, 5 d'agost de 1849 - São Paulo de 8 de setembre de 1943) fou un compositor brasiler.
Estudià a Rio de Janeiro i a Itàlia, i el 1887 estrenà a Milà l'òpera entres actes Carmosina. També va escriure altres òperes, així com simfonies, peces per a cant i orquestra i composicions per a piano.